# Dan Berglund

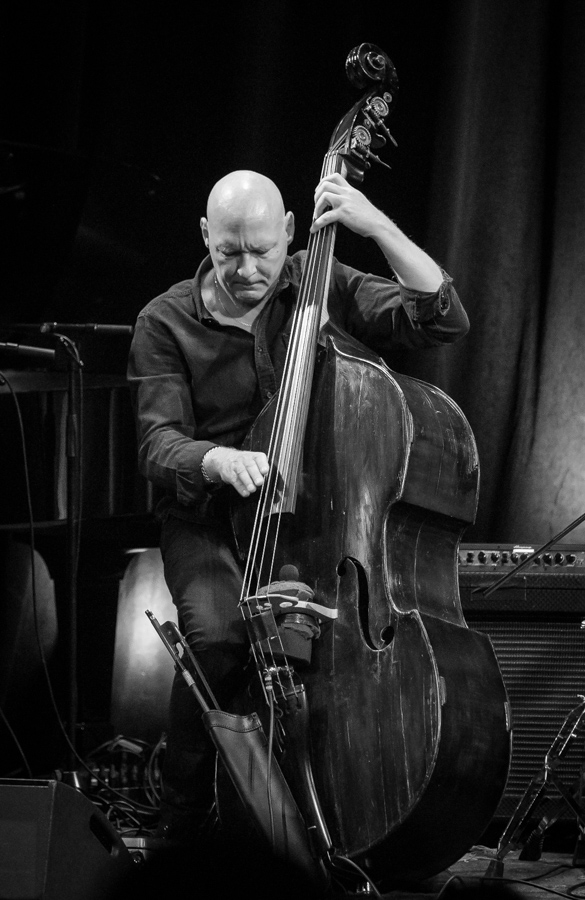
Tonbruket (2017)

Dan Berglund (* 5. Mai 1963 in Pilgrimstad in Schweden) ist ein schwedischer Kontrabassist, der vor allem im Jazz- und Fusionbereich hervorgetreten ist. 

## Leben und Wirken
Berglund wurde in seiner Familie mit schwedischer Folkmusik ebenso vertraut wie mit Pop- und Rockmusik. Im Alter von zehn Jahren begann er als Rockgitarrist zu spielen, um später zur Bassgitarre zu wechseln. Im Rahmen seiner Ausbildung an der Birka Folkhögskola in Östersund kam er zum Kontrabass und spielte im regionalen Sinfonieorchester, mit dem er auch Gastspielreisen und erste Fernsehauftritte hatte. 1990 zog er nach Stockholm, um an der Königlichen Musikakademie zu studieren. Dort spielte er in der Gruppe Jazz Furniture und im Quintett von Lina Nyberg, wo er Esbjörn Svensson traf.
Seit 1993 war er Mitglied des bald äußerst erfolgreichen Esbjörn Svensson Trio, mit dem er zahlreiche Alben einspielte und weltweit auf Tourneen war. Er gehörte dem Trio bis zum Tod des Bandleaders 2008 an.
2009 gründete er seine eigene Crossover-Band Tonbruket, zu der auch Johan Lindström (Gitarren, Piano), Martin Hederos (Piano, Akkordeon, Geige, Keyboard) und Andreas Werliin (Schlagzeug, Perkussion) gehören, die nicht aus der Jazzszene kommen. Das Debütalbum der Gruppe wurde mit einer Gyllene Skivan ausgezeichnet. Mit Werlin und Mats Gustafsson trat er auch im Fire! Orchestra auf (Exit!, 2013). Mit Bugge Wesseltoft und Magnus Öström hatte er Erfolge im Trio Rymden.

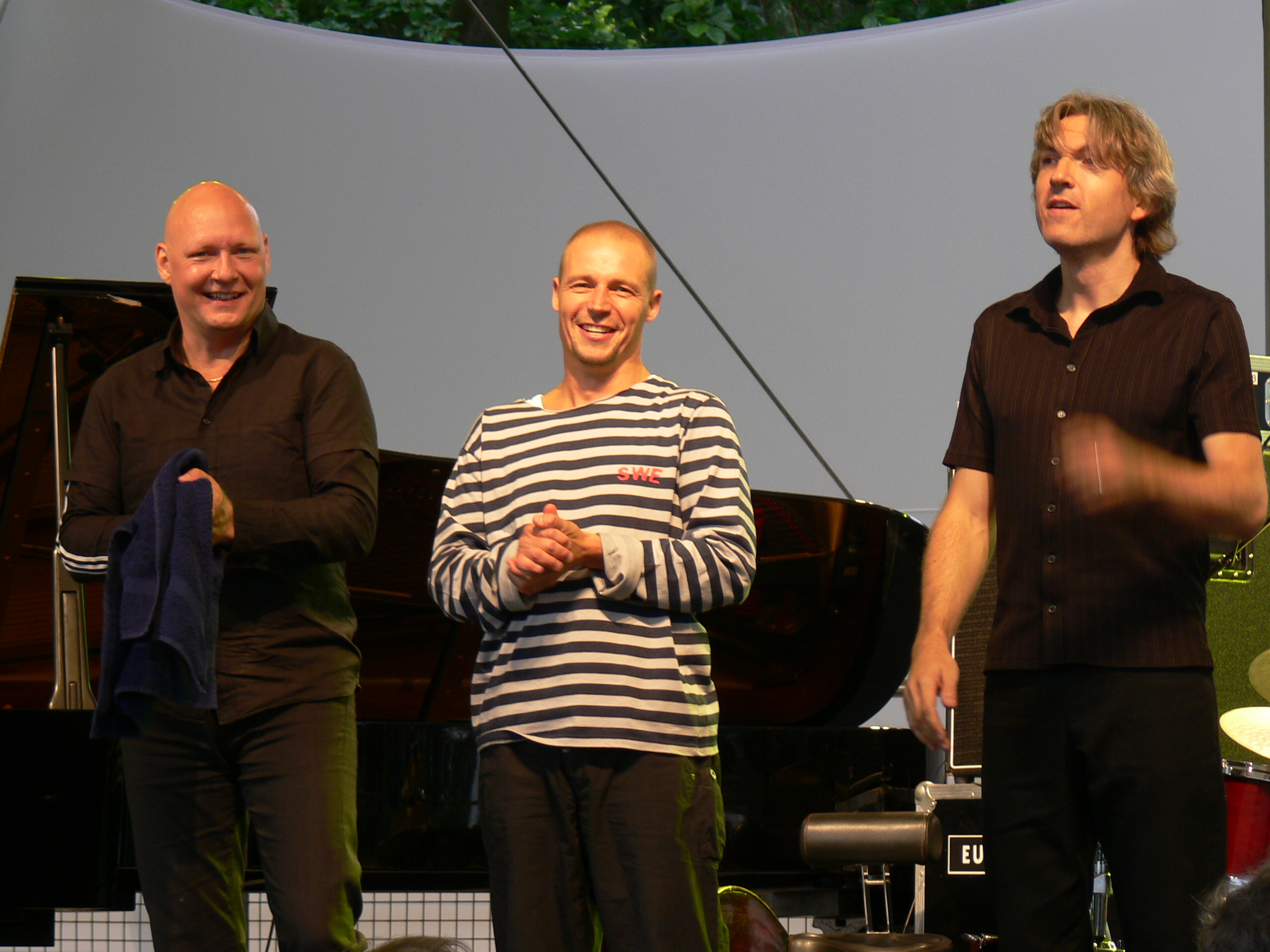
Dan Berglund (links) 2007 in Paris mit Esbjörn Svensson (Mitte) und Magnus Öström (rechts)

## Diskografische Hinweise
- Dan Berglund Tonbruket (ACT 2009, mit Martin Hederos, Johan Lindström, Andreas Werliin)
- Tonbruket Dig It to the End (ACT 2010) (erhielt 2011 den Gyllene Skivan)
- Tonbruket Nubium Swimtrip (ACT 2013)
- Wesseltoft, Schwarz, Berglund Trialogue (Jazzland Recordings 2014)
- Tonbruket Forevergreens (ACT 2016, mit Martin Hederos, Johan Lindström, Andreas Werliin sowie Ane Brun, Per „Texas“ Johansson, Anna Högberg, Martin Holm)

### Mit Esbjörn Svensson Trio
Siehe Esbjörn Svensson Trio#Diskografie.

### Als Begleitmusiker
- Fredrik Norén Band City Sounds (1992)
- Jazz Furniture Jazz Furniture (1994)
- Lina Nyberg When the Smile Shines Through (1994)
- Per „Texas“ Johansson Alla mina kompisar (1998)
- Peter Asplund Melos (1999)
- Jessica Pilnäs Bitter and Sweet (2011)